# Limbă SOV
O limbă SOV este o limbă în care topica propoziției face ca în mod uzual părțile de propoziție să fie în ordinea subiect–obiect (complement direct)–verb (predicat). Astfel, dacă româna ar fi o limbă SOV (ceea ce nu este), atunci „Ion mere a mâncat” ar fi o propoziție cu topică uzuală. Exemple de astfel de limbi sunt maghiara, latina, albaneza și afrikaans.
Termenul este adesea folosit în mod liber pentru limbile ergative precum georgiana și basca, care au agenți în loc de subiecți.

## Categorizare
| Ordine                                             | Exemplu              | Incidență | Incidență | Limbi |
| -------------------------------------------------- | -------------------- | --------- | --------- | --- |
| SOV                                                | „Ion mere a mâncat.” | 45%       | 45        | Abazină, abhază, akkadiană, amharică, armeană, avară, aimara, azeră, bască, bengaleză, birmană, elamită, greacă veche, hitită, hindustană, japoneză, coreeană, kurdă, latină, malayalam, manchu, mongolă, navajo, nepaleză, pali, paștună, persană, sanscrită, tamilă, telugu, tibetană, turcă, quechua |
| SVO                                                | „Ion a mâncat mere.” | 42%       | 42        | Arabă (varietățile moderne), chineză, ebraică, indoneziană, majoritatea limbilor europene, swahili, thailandeză, vietnameză |
| VSO                                                | „A mâncat Ion mere.” | 9%        | 9         | Arabă (clasică și modernă standard), limbile berbere, ebraică biblică, limbile celtice, filipineză, gî'îz, limbile polineziene |
| VOS                                                | „A mâncat mere Ion.” | 3%        | 3         | Malgașă, limbile mayașe, Terêna, Qʼeqchi' |
| OVS                                                | „Mere a mâncat Ion.” | 1%        | 1         | Äiwoo, Hixkaryana, Urarina |
| OSV                                                | „Mere Ion a mâncat.” | 0,3%      | 0.3       | Tobati, Warao, Haida |
| Distribuție raportată de Russell S. Tomlin în 1986 |                      |           |           | |

Printre limbile naturale cu o preferință de ordine a cuvintelor, SOV este cel mai frecvent tip (urmat de subiect-verb-obiect; cele două tipuri reprezintă mai mult de 87% din limbile naturale cu o ordine preferată).
Chineza standard este în general SVO, dar construcțiile comune cu complemente verbale necesită SOV sau OSV. Unele limbi romanice sunt SVO, dar atunci când obiectul este un pronume enclitic, ordinea cuvintelor permite SOV (a se vedea exemplele de mai jos). Germana și neerlandeza sunt considerate SVO în tipologia convențională și SOV în gramatica generativă. Ele pot fi considerate SOV, dar cu ordinea cuvintelor de tip V2 ca regulă prioritară pentru verbul finit în propozițiile principale, ceea ce duce la SVO în unele cazuri și SOV în altele. De exemplu, în limba germană, o propoziție de bază precum „Ich sage etwas über Karl” („Eu spun ceva despre Karl”) este în ordinea cuvintelor SVO. Verbele impersonale sunt însă plasate la sfârșit, deoarece V2 se aplică numai verbului personal: „Ich will etwas über Karl sagen” („Vreau să spun ceva despre Karl”). Într-o propoziție subordonată, verbul finit nu este afectat de V2 și, de asemenea, apare la sfârșitul propoziției, rezultând o ordine SOV completă: „Ich sage, dass Karl einen Gürtel gekauft hat” (cuvânt cu cuvânt: „Eu spun că Karl o curea cumpărată are.”).

## Proprietăți
Limbile SOV au o tendință puternică de a folosi postpoziții mai degrabă decât prepoziții, de a plasa verbele auxiliare după verbul de acțiune, de a plasa frazele substantivale în genitiv înaintea substantivului posedat, de a plasa un nume înaintea unui titlu sau onorific („Cătălin Unchiul” și „Popescu Doctorul” mai degrabă decât „Unchiul Cătălin” și „Doctorul Popescu”) și de a face ca conjuncțiile subordonatoare să apară la sfârșitul propozițiilor subordonate. Ele au o tendință mai slabă, dar semnificativă, de a plasa adjectivele demonstrative înaintea substantivelor pe care le modifică. Clauzele relative care preced substantivele la care se referă semnalează de obicei ordinea cuvintelor SOV, dar nu și invers: limbile SOV prezintă clauze relative prenominale și postnominale în mod aproximativ egal. Limbile SOV par, de asemenea, să prezinte o tendință de a utiliza o ordine timp-mod-loc a apozițiilor.
În tipologia lingvistică, se pot distinge în mod util două tipuri de limbi SOV în funcție de tipul lor de marcare:
1. marcarea dependentă are marcatori de caz pentru a distinge subiectul și obiectul, ceea ce îi permite să utilizeze fără ambiguitate varianta de ordine a cuvintelor OSV. Acest tip plasează de obicei adjectivele și numeralele înaintea substantivelor pe care le modifică și este exclusiv bazată pe sufixe, fără prefixe. Limbile SOV de acest tip includ japoneza și tamila.
2. marcarea nucleului distinge subiectul și obiectul prin afixe pe verb, mai degrabă decât prin marcatori pe substantive. De asemenea, diferă de limba SOV cu marcare dependentă prin utilizarea prefixelor, precum și a sufixelor, de obicei pentru a indica timpul verbal și posesia. Adjectivele din acest tip sunt mult mai asemănătoare verbului decât în limbile SOV cu marcare dependentă și, prin urmare, ele urmează de obicei substantivele. În majoritatea limbilor SOV cu un nivel semnificativ de adjective care marchează nucleul sau adjective derivate din verbe, numeralele și cuantificatoarele aferente (precum „toate”, „oricare”) urmează, de asemenea, substantivele pe care le modifică. Limbile de acest tip includ Navajo și Seri.

În practică, desigur, distincția dintre aceste două tipuri este departe de a fi clară. Multe limbi SOV sunt substanțial dublu-marcate și tind să prezinte proprietăți intermediare între cele două tipuri idealizate de mai sus.
Multe limbi care au trecut de la SOV la SVO păstrează (cel puțin într-o oarecare măsură) aceste proprietăți: de exemplu, limba finlandeză (utilizare ridicată a postpozițiilor etc.).